# 베냐민 슈테펜
베냐민 토마스 슈테펜(독일어: Benjamin Thomas Steffen, 1982년 3월 8일~)은 스위스의 펜싱 선수로 주 종목은 에페이다. 올림픽에 2회(2016, 2020) 참가했으며 세계 선수권 대회에서 금메달 1개, 은메달 1개, 동메달 4개를 획득했다.

## 개인사
슈테펜은 7살에 형인 안드레아스의 제안으로 펜싱을 시작했다. 그의 쌍둥이 남매 타베아 슈테펜도 에페 펜싱 선수이다.